# Kurtna (Alutaguse)
Kurtna is een plaats in de Estlandse gemeente Alutaguse (Estisch: Alutaguse vald), provincie Ida-Virumaa. De plaats telt 149 inwoners (2021) en heeft de status van dorp (Estisch: küla).
Tussen 1992 en 2017 maakte Kurtna deel uit van de gemeente Illuka, die in 2017 opging in Alutaguse.
De plaats werd in 1241 toegevoegd aan het Grondboek van Waldemar. Een bron uit 1480 noemt een landgoed Kurtna, dat onder bescherming stond van de burcht van Vasknarva, die toebehoorde aan de Duitse Orde. Na de Reformatie kwam het landgoed in handen van een Baltische baron. Van het landgoed zijn het landhuis (gebouwd in 1880) en het huis van de rentmeester (gebouwd in 1911) nog intact.
Ten oosten van Kurtna ligt een bos- en merengebied. De 42 meren variëren in grootte van 0,2 hectare tot 139 hectare. Het grootste meer is het Konsu järv; het een na grootste, het Suurjärv, is met 34 hectare al veel kleiner. In 1987 werd het bos- en merengebied tot natuurreservaat uitgeroepen; het Kurtna maastikukaitseala heeft een oppervlakte van 25,6 km².

## Foto’s

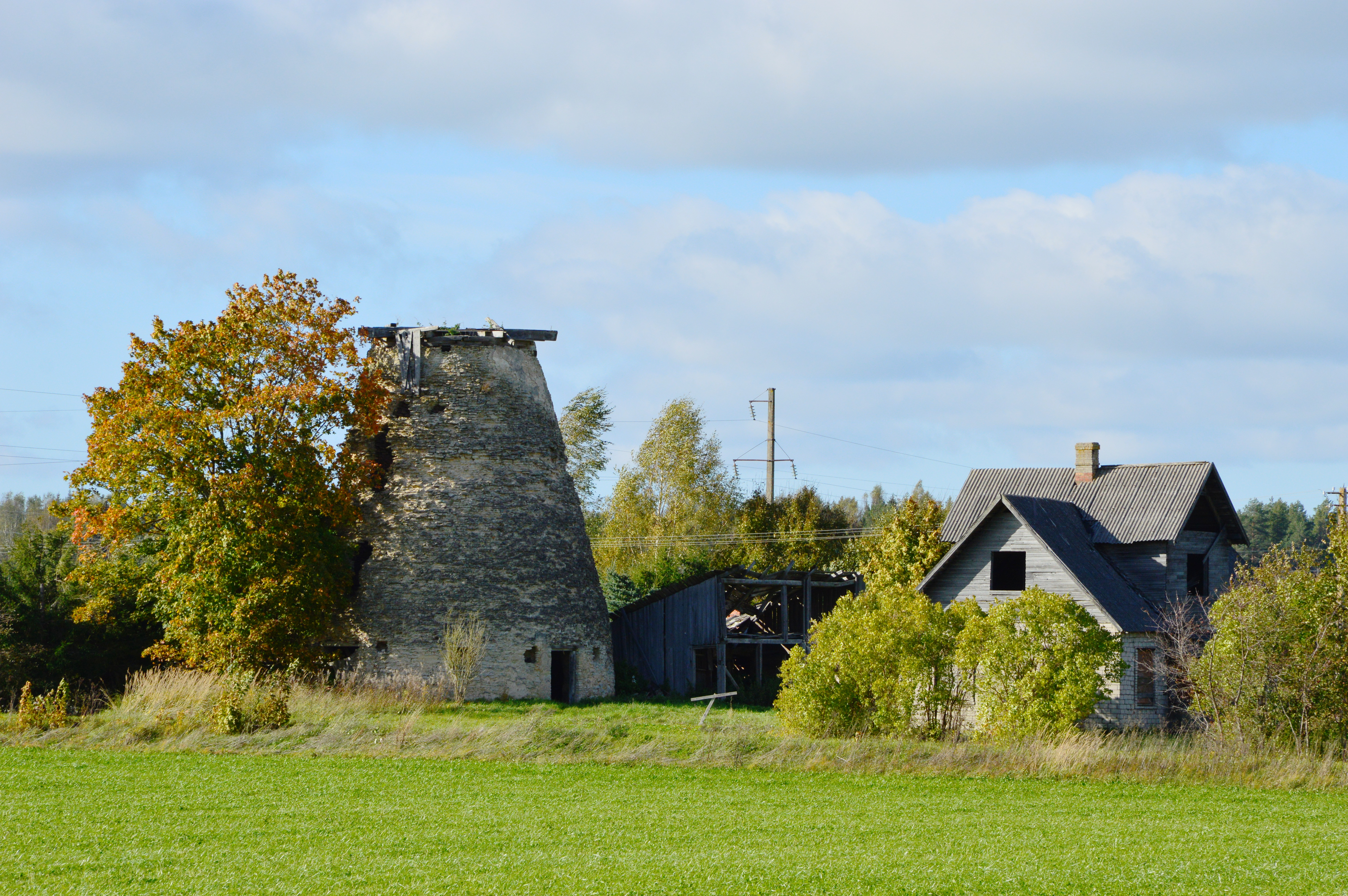
Windmolen op het landgoed
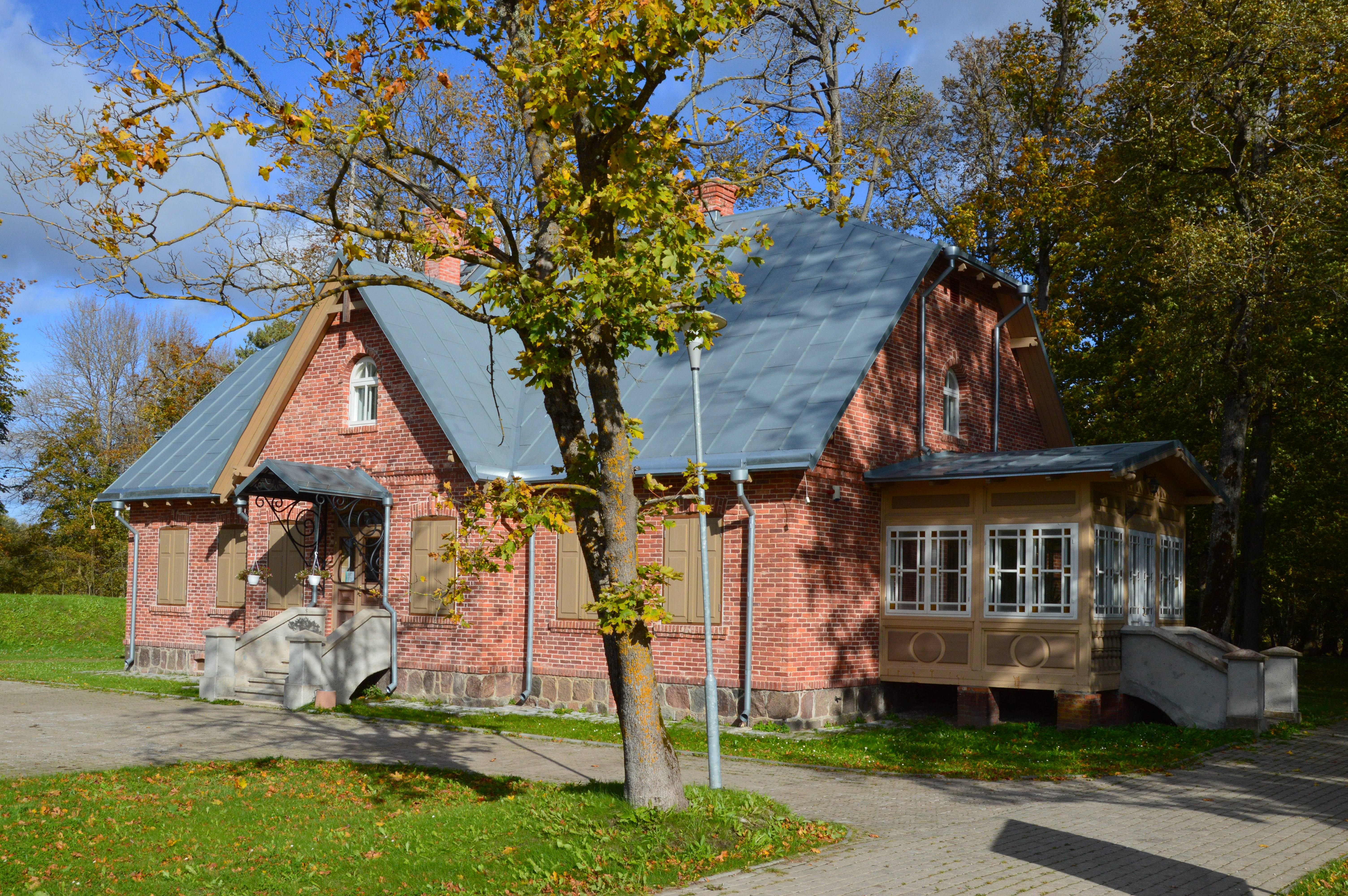
Het huis van de rentmeester
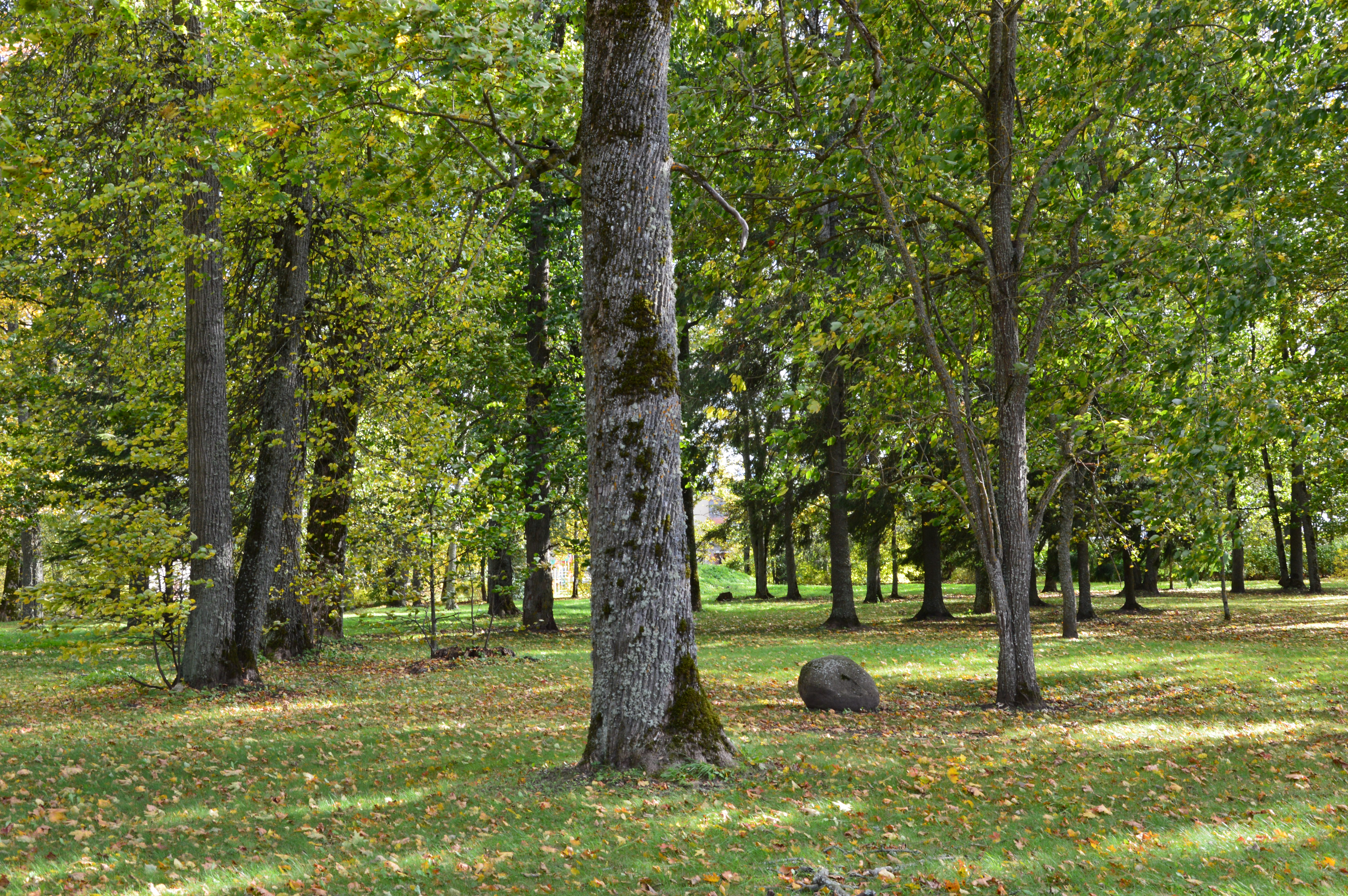
Het park bij het landgoed
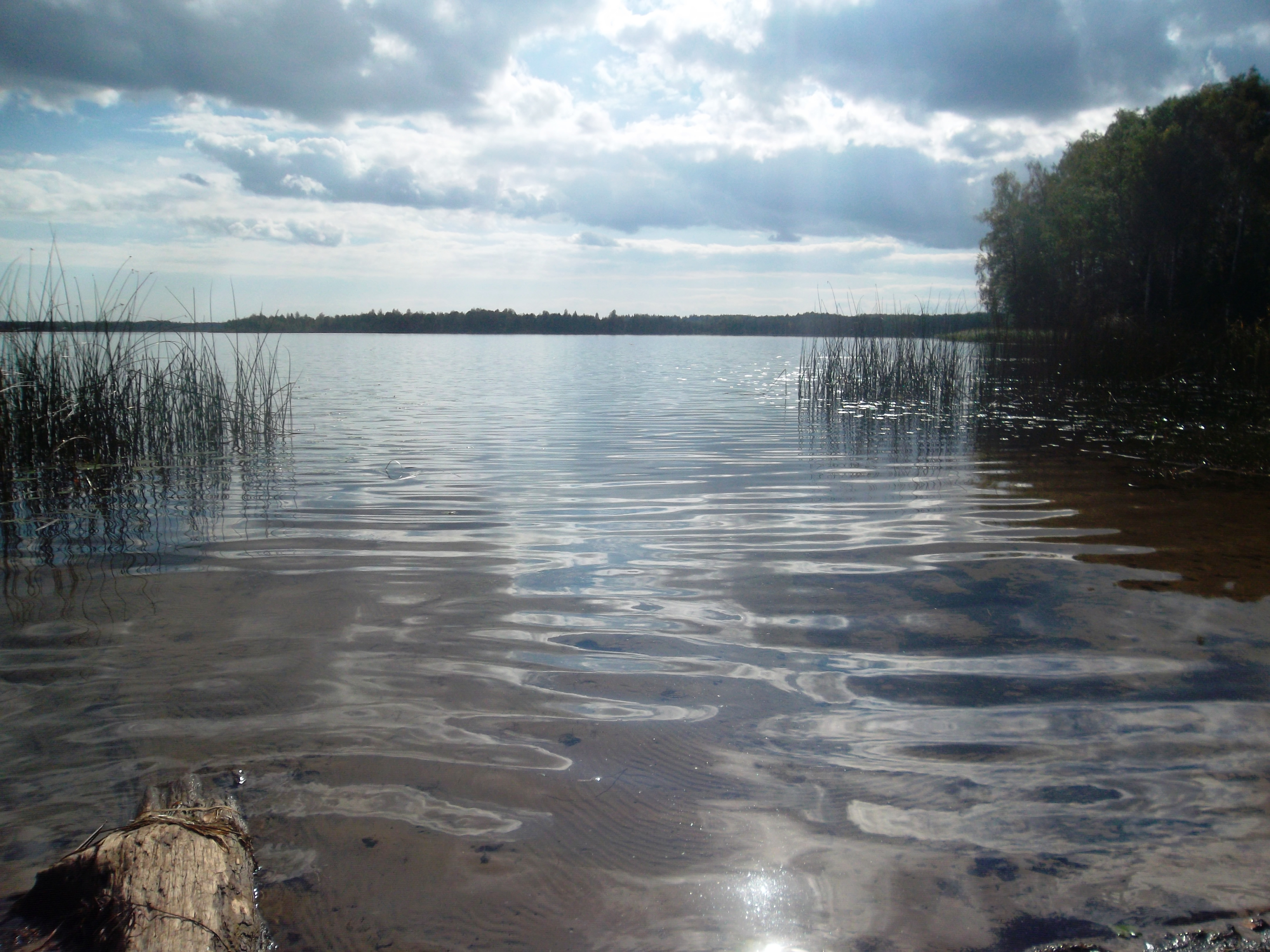
Het Konsu järv
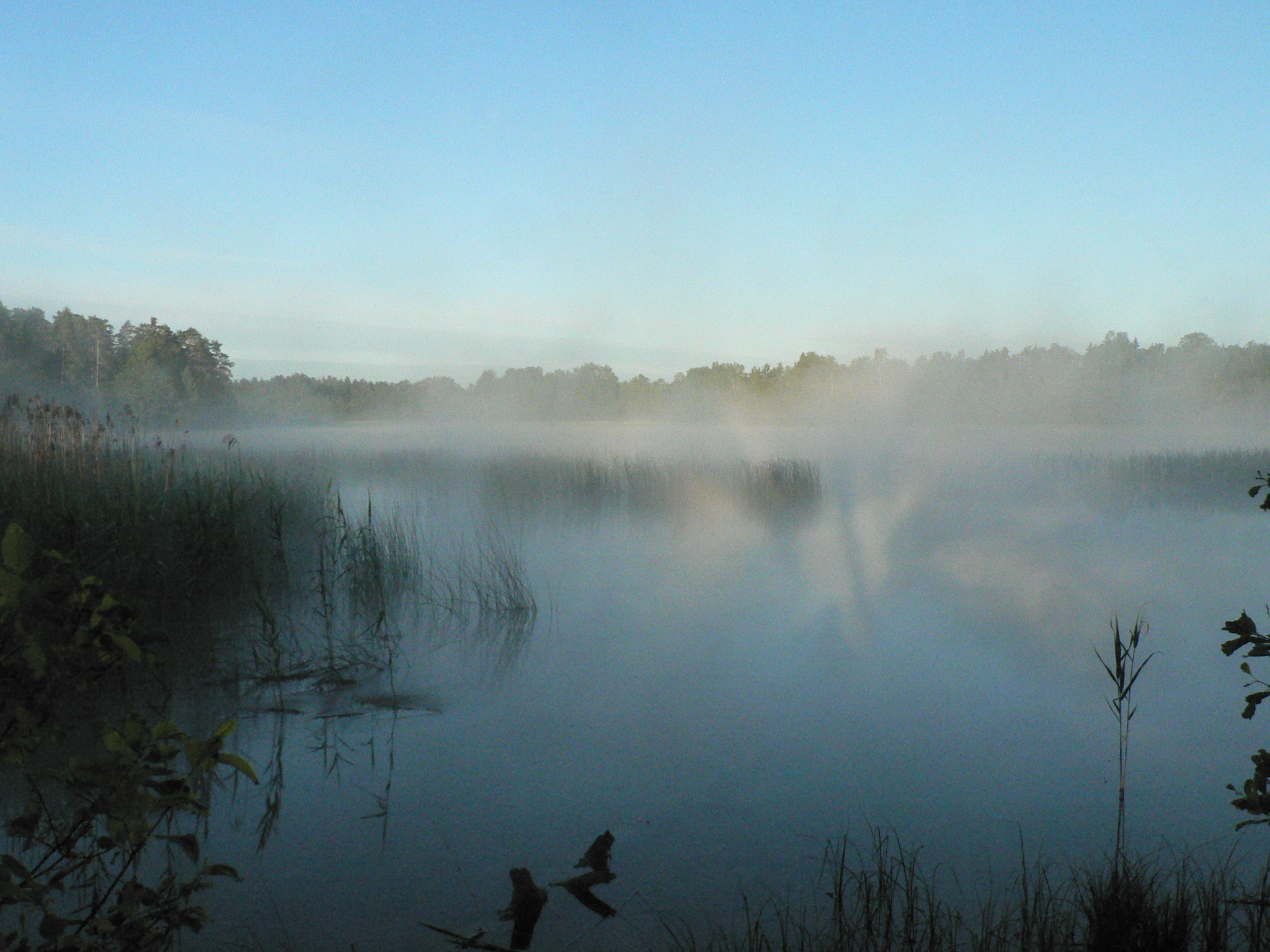
Het Suurjärv